# Solskin i den blå stue
Solskin i den blå stue er et maleri af den danske skagensmaler Anna Ancher fra 1891. Med sine mange nuancer af blå og sollys som strømmer gennem vinduet, er maleriet en af hendes mest genkendte værker.
Som angivet ved billedets fulde titel: Solskin i den blå stue. Helga Ancher ved strikketøjet i bedstemoders stue, forestiller maleriet Annas datter Helga strikene i hendes bedstemors værelse. Med ryggen til observatøren, er barnet optaget med at hækle. På trods af sit meget banale motiv og handling, er billedets tema det væsentlige spil af lys i rummet, som formår at udtrykke mange rolige nuancer af blå, som gør at billedet har en følelse af ro. Den eneste indikation af omverdenen er lyset som strømmer igennem døren.
Mette Bøgh Jensen, kurator for Skagens Museum, har forklaret at Anna Anchers malerier af interiør er "mere om farve og lys end noget andet". Kunstnerens hovedinteresse er "ikke i at gentage virkeligheden af rummet eller væggen, eller endda lyset, men snarere hvad der er tilbage, når disse ting er skrællet væk, og det resterende motiv er farve og form". Hun fortsætter dertil med at sige: "Anna Anchers kunst er ulig den, som mere end nogen anden i sin essens er bundet til den særlige motivverden i Skagen:. Fiskernes familier, høstarbejdere, de specielle farver og strålende sommerlys."
Billedets maler Anna Ancher née Brøndum, datter af den lokale krovært, var det eneste medlem af gruppen som selv var fra Skagen. Inspireret af værker af de kunstnere, der tilbragte deres somre på kroen, besluttede hun sig for at selv at blive maler på et tidspunkt, hvor kvinder ikke blev optaget på Det Kongelige Danske Kunstakademi. I 1880 giftede hun sig med et medlem af skagensmalerne Michael Ancher. I modsætning til de andre malere, som oftest afbildede de lokale fiskere og landskaber langs havet, var Annas værker hovedsageligt interiører og portrætter af venner og familie.